# Supercoppa d'Irlanda 2023
La Supercoppa d'Irlanda 2023 è stata la decima edizione del torneo, si è disputata il 10 febbraio 2023 tra lo Shamrock Rovers, squadra campione della Premier Division 2022 e il Derry City vincitore della FAI Cup 2022. Il Derry City ha conquistato il trofeo per la prima volta nella sua storia.

## Tabellino
| Arbitro: | Neil Doyle |

|                        |           |  |
| Patching 23’ Duffy 39’ | Marcatori |  |